# Xyridaceae
Xyridaceae is een botanische naam, voor een familie van eenzaadlobbige planten. Een familie onder deze naam wordt algemeen erkend door systemen voor plantensystematiek, en ook door het APG-systeem (1998) en het APG II-systeem (2003).
APG I (1998) erkende naast deze familie ook een familie Abolbodaceae, terwijl APG II de betreffende planten hier teruginvoegt.
In APG II gaat het om een middelgrote familie, van enkele honderden soorten in vijf genera: Abolboda, Achlyphila, Aratitiyopea, Orectanthe, Xyris.
In het Cronquist-systeem (1981) was de plaatsing in de orde Commelinales.